# Volley 2002 Forlì 2009-2010
Questa voce raccoglie le informazioni riguardanti il Volley 2002 Forlì nelle competizioni ufficiali della stagione 2009-2010.

## Organigramma societario
Area direttiva
- Presidente: Giuseppe Camorani

Area tecnica
- Allenatore: Manuela Benelli (fino al 17 dicembre 2009), Marco Breviglieri (dal 18 dicembre 2009)
- Allenatore in seconda: Alessandro Greco
- Scout man: Enrico Vetricini

Area sanitaria
- Medico: Morena Contri
- Fisioterapista: Francesca Castagnoli
- Preparatore atletico: Andrea Monti

## Rosa
| N° | Nome               | Ruolo | Data di nascita  | Nazionalità sportiva |
| -- | ------------------ | ----- | ---------------- | -------------------- |
| 1  | Mary Grace Laghi   | P     | 26 maggio 1986   | Italia               |
| 2  | Giulia Agostinetto | P     | 2 ottobre 1987   | Italia               |
| 3  | Alice Lo Cascio    | S     | 2 ottobre 1988   | Italia               |
| 4  | Tania Poli         | S     | 15 ottobre 1978  | Italia               |
| 5  | Alice Piolanti     | C     | 19 dicembre 1987 | Italia               |
| 6  | Jessica Moretti    | L     | 21 giugno 1989   | Italia               |
| 7  | Manuela Caponi     | C     | 20 luglio 1979   | Italia               |
| 9  | Cristina Vecchi    | L     | 29 marzo 1983    | Italia               |
| 10 | Anne Matthes       | S     | 30 aprile 1985   | Germania             |
| 11 | Kseniya Ihnatsiuk  | C     | 17 agosto 1989   | Italia               |
| 12 | Jolien Wittock     | S     | 22 febbraio 1990 | Belgio               |
| 14 | Mia Janković       | S     | 1º aprile 1985   | Croazia              |